# Красноводский областной комитет КП Туркменистана
Красноводский областной комитет КП Туркменистана - орган управления Красноводской областной партийной организацией, существовавшей в 1939-1947, 1952-1955 и 1973-1988 годах.
Красноводская область создана 21.11.1939, 23.01.1947 упразднена, территория вошла в состав Ашхабадской области. 4.04.1952 снова выделена из состава Ашхабадской, 9.12.1955 упразднена, территория вошла в состав Ашхабадской области. Третий раз создана 27.12.1973, 25.08.1988 снова упразднена, взамен созданы районы республиканского подчинения. 10.01.1991 из этих районов образована Балканская область с центром в г. Небит-Даг, с 18.05.1992 Балканский велаят.

## Первые секретари Красноводского обкома
/1941-/  Хорев, Георгий Алексеевич
1944-1945 Бондарьков, Пётр Алексеевич
1945-23.01.1947 Жегалин Иван Кузьмич
1952-1955 Кульбатыров, Халлы Батырович
1974-1988. Митрин, Евгений Тимофеевич

## Первый секретарь Балканского обкома
03-08.1991 Амангельдыева Тувакбиби